# Матильда Габсбург
Матильда або Мехильда Габсбург (нім. Mathilde von Habsburg; 1253 — 23 грудня 1304, Мюнхен) — герцогиня Верхньобаварська, третя дружина герцога Людвіга II. Регент Верхньої Баварії під час неповноліття свого сина.

## Життєпис
Матильда була старшою дочкою німецького короля Рудольфа I і його першої дружини Гертруди фон Гогенберг.
24 жовтня 1273 року вона вийшла заміж у Аахені за герцога Верхньої Баварії Людвіга II, ставши його третьою (і останньою) дружиною. У подружжя було п'ятеро дітей. 
Коли в 1294 році помер її чоловік, Матильда стала регентом при синові Рудольфі I. Матильда розділила землі і стала керувати більшою частиною Верхньої Баварії, віддавши синові Інгольштадт, Нойберг, Лангенфельд і Рітберг. Через кілька років Рудольф досяг повноліття і став правити всіма землями самостійно.
Рудольф підтримував претензії на корону Німеччини свого тестя, нассауського герцога Адольфа, проти свого дядька австрійського герцога Альбрехта. Після того як в 1298 році Адольф загинув у битві, Рудольф перейшов в табір прихильників Альбрехта, але в 1301 році Альбрехт за підтримки Матильди змусив його зробити співправителем герцогства молодшого брата Людвіга, який частково виховувався при віденському дворі.
Розбіжності між Рудольфом і Матильдою досягли такої величини, що в 1302 році Рудольф заарештував свою матір і привіз її в Мюнхен, де їй довелося підписати обіцянку ніколи більше не втручатися в державні справи. Однак як тільки Матильда опинилася за межами Баварії, вона тут же оголосила угоду юридично нікчемною і отримала підтримку брата Альбрехта, сина Людвіга та інших.
Матильда померла 23 грудня 1304 року в Мюнхені. Похована в монастирі Фюрстенфельд.

## Родина
Чоловік — Людвіг II, герцог Баварський
Діти:
- Рудольф I (1274—1319)
- Мехтільда (1275—1319) — одружилася з Отто II Брауншвейг-Люнебурзьким[de].
- Агнеса (1267/77 — 1345) — спочатку була одружена з ландграфом Гессенським Генріхом II, а потім — з маркграфом Бранденбурзьким Генріхом Безземельним
- Анна (рід.1280) — стала черницею в Ульмі
- Людвіг IV (1281/1282—1347)[4].

## Примітка
1. ↑  Pas L. v. Genealogics — 2003.
2. 1 2 3 4 5  Kindred Britain
3. ↑  Lundy D. R. The Peerage
4. ↑  Людовик IV Баварец // Энциклопедический словарь Брокгауза и Ефрона : в 86 т. (82 т. и 4 доп. т.). — СПб., 1890—1907. (рос. дореф.)